# گمینا بیشتنک
گمینا بیشتنک (به لهستانی:  Gmina Bisztynek) یک گمینا در لهستان است که در شهرستان بارتوشتسه واقع شده‌است. گمینا بیشتنک ۲۰۳٫۵۵ کیلومتر مربع مساحت و ۶٬۷۴۹ نفر جمعیت دارد.